# Castello di Pomerio
Il Castello di Pomerio è un castello medievale di Erba, in Provincia di Como.

## Storia e descrizione
Il castello di Pomerio, già proprietà dei Parravicini, è invece una dimora fortificata dotata di bifore, torre d'ingresso in stile lombardo, corte chiusa e sale in parte affrescate. La torre, realizzata a bugnato in sasso di Moltrasio, è databile ai secoli XI-XII  . Dopo esser stato rifatto o comunque modificato da Beltramino Parravicini, nel corso dei secoli il castello fu oggetto di numerosi passaggi di mano, divenendo proprietà dapprima dei Visconti, poi dei Carpani, in seguito degli Archinto (1647), quindi di nuovo dei Parravicini (tardo XVII secolo) e, infine, della famiglia Corti (1714), la quale vi impiantò la sede della propria industria serica (XIX secolo). Agli'inizi del Novecento, il castello fu completamente ristrutturato in stile neogotico . Internamente, conserva alcuni affreschi databili al XIV secolo, periodo al quale risalgono anche alcuni frammenti di stoviglie venuti alla luce durante alcuni interventi di ristrutturazione e conservati al Civico Museo Archeologico di Erba.